# Julia Szychowiak
Julia Szychowiak (ur. 1 kwietnia 1986 we Wrocławiu) – polska poetka.

## Życiorys
Finalistka XI Ogólnopolskiego Konkursu Poetyckiego im. Jacka Bierezina, laureatka projektu Bursztynowe Pióro/Połów 2007. Autorka arkusza poetyckiego Poprawiny (Biuro Literackie, 2006) oraz książki pt. Po sobie (Biuro Literackie, 2007), za którą uhonorowana została Wrocławską Nagrodą Poetycką „Silesius” 2008 w kategorii „poetycki debiut roku”, nagrodą Polskiego Towarzystwa Wydawców Książek (2008) oraz nagrodą „Gazety Wyborczej” wARTo (2009). Jej tomik Intro otrzymał nominację do Wrocławskiej Nagrody Poetyckiej „Silesius” 2015 w kategorii „książka roku”. W 2019 otrzymała nominację do Orfeusza – Nagrody Poetyckiej im. K.I. Gałczyńskiego oraz nominację do Nagrody Literackiej Gdynia za tom Dni powszednie. Jest córką poetki Mirki Szychowiak.

## Poezja
- Poprawiny (Biuro Literackie, Wrocław, 2006)
- Po sobie (Biuro Literackie, Wrocław, 2007)
- Wspólny język (Biuro Literackie, Wrocław, 2009)
- Intro (Biuro Literackie, Wrocław, 2014)
- Naraz (Biuro Literackie, Wrocław 2016)[6]
- Dni powszednie i święta (Biuro Literackie, Stronie Śląskie 2018)[7]
- Do środka (Biuro Literackie, 2023)[8]

## Proza
- Całe życie z moim ojcem (WBPiCAK, Poznań 2016)